# John DeLorean
John Zachary DeLorean (Detroit, Michigan, 6. siječnja 1925. – Summit, New Jersey, 19. ožujka 2005.), američki inženjer i djelatnik u američkoj automobilskoj industriji, osnivač tvrtke De Lorean Motor Company.
Najpoznatiji je po svom radu na razvoju sportskih automobila Pontiac GTO i De Lorean DMC-12, od kojih je potonji stekao svjetsku slavu pojavljivanjem u filmskoj trilogiji Povratak u budućnost, kao i po uhićenju zbog navodnog sudjelovanja u krijumčarenju droge 1982. kako bi sakupio novac za spas svoje tvrtke koja je iste godine otišla u stečaj. Od optužaba za krijumčarenje droge uspješno se obranio dokazavši da se radilo o namještaljci federalnih agenata. Prije osnivanja vlastite tvrtke 1975. godine, DeLorean je do travnja 1973. radio u General Motorsu, gdje je 1972. stigao do pozicije dopredsjednika proizvodnje automobila i teretnih vozila.
Preminuo je 19. ožujka 2005. u dobi od 80 godina od posljedica moždanog udara u gradu Summitu, u saveznoj državi New Jersey. Do smrti je živio u Bedminster Townshipu, također u New Jerseyju, a pokopan je na groblju White Chapel Cemetery u gradu Troyju, u saveznoj državi Michigan.